# Col de la Perheux
Le col de la Perheux (parfois Bärhœhe) est un col du massif des Vosges situé entre la vallée de la Rothaine et la vallée de la Chergoutte. C'est un nœud de communications vers lequel convergent de nombreux chemins en provenance des villages du Ban de la Roche.

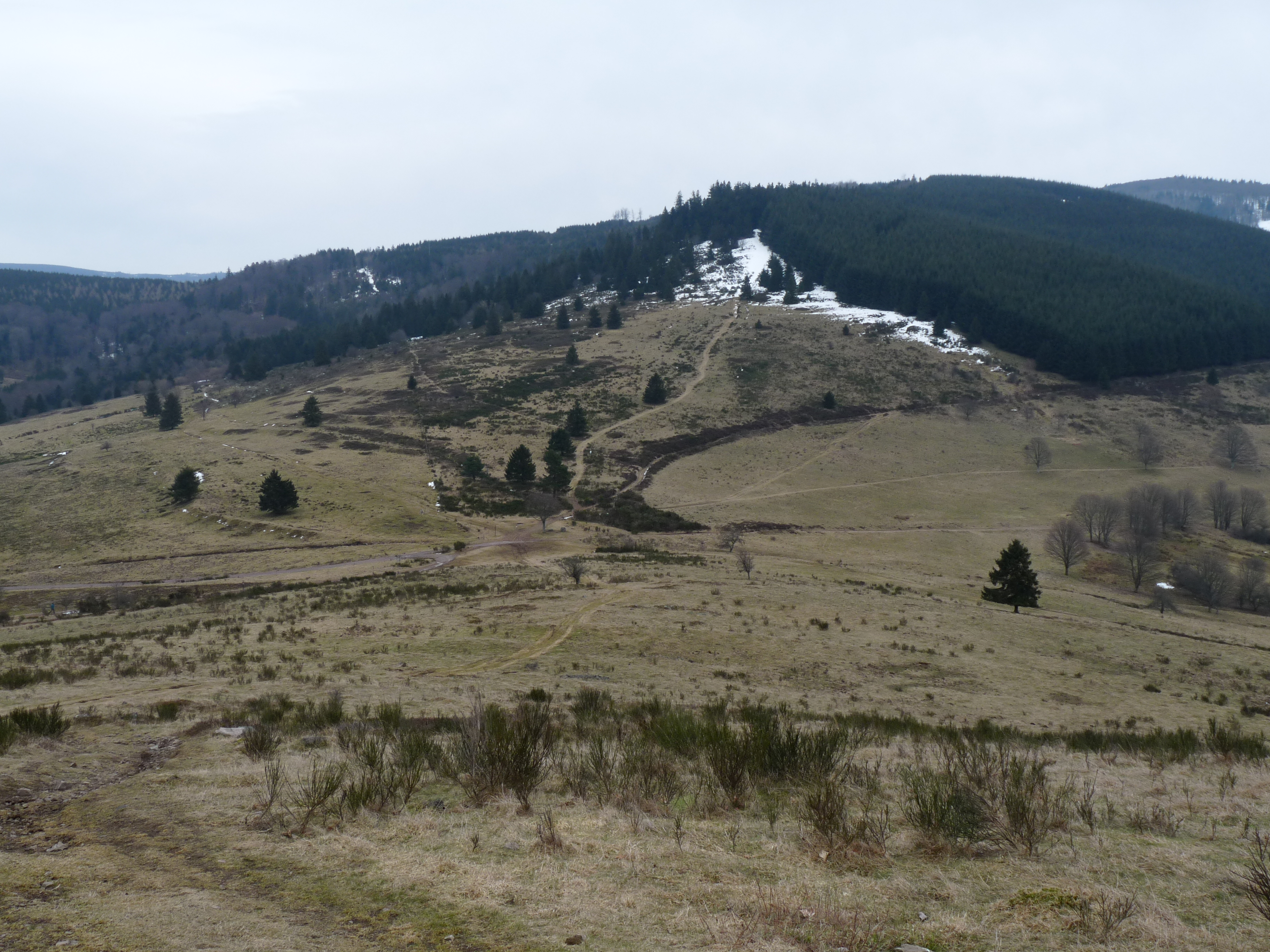
Un col à la croisée des chemins

## Histoire

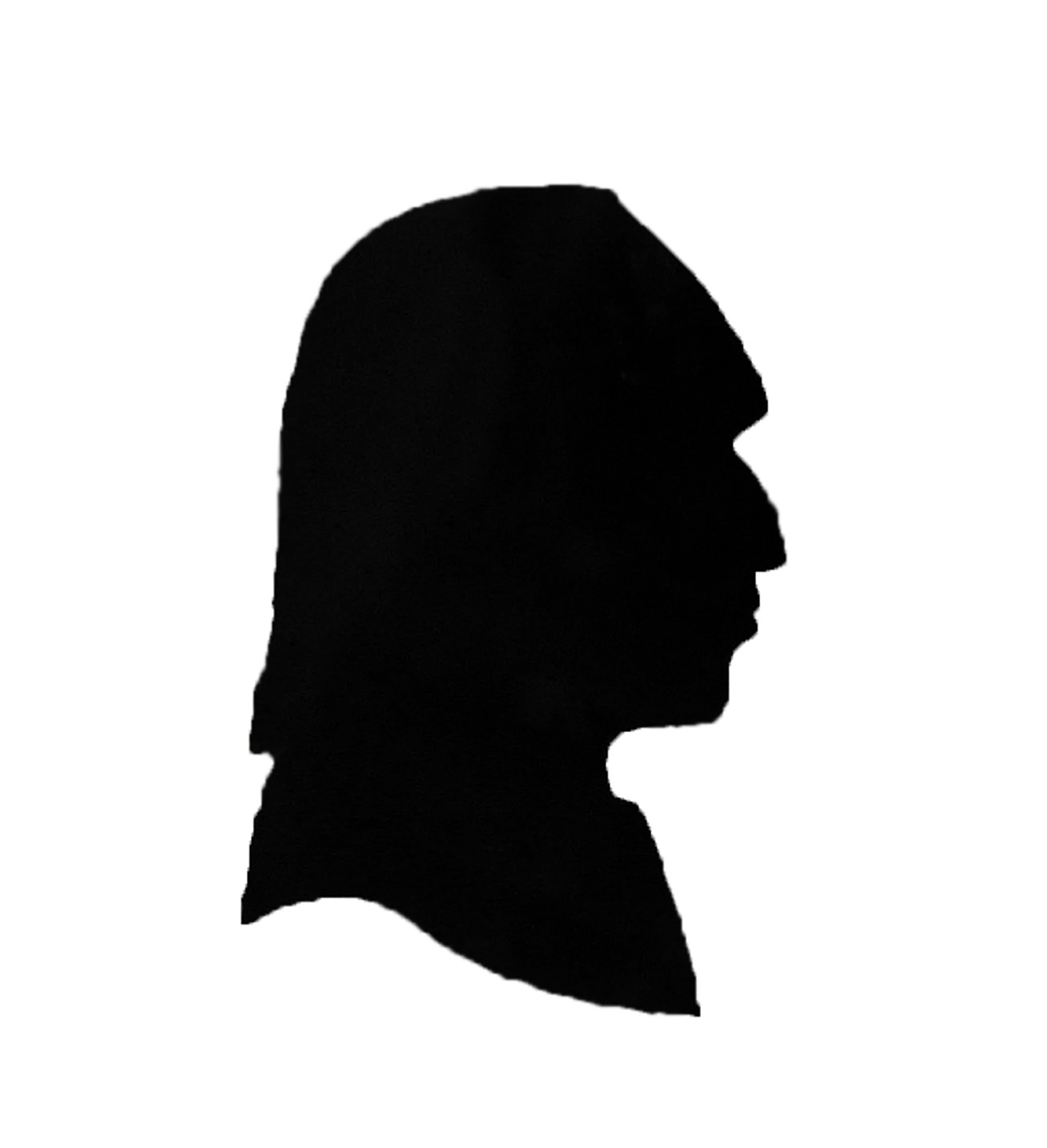
« Le dernier supplicié de la Perheux », silhouette réalisée par J.-F. Oberlin en 1786.

Ce col a servi de lieu d'exécution durant tout l'Ancien Régime. Vers 1620, il a vu brûler les bûchers de sorcellerie, décimant une trentaine de personnes. François Staller y fut roué le 15 octobre 1767, pour avoir « tué d'un coup de fusil Didier Nussbaum et fait plusieurs autres crimes énormes ». L'homme fut étranglé avant d'être roué de coups avec une barre en fer. Sarah Banzet, dans son journal, donne son ressenti sur cet événement qui l'a fortement marquée : « J'en suis toute bouleversée et malade, et pourtant j'ai souvent fermé les yeux, ne pouvant soutenir la vue de l'horrible ». La dernière exécution eut lieu le vendredi 9 mai 1786 lorsque fut roué à la Perheux un dénommé Médard Rubbi ou Robbi, surnommé Franz Fehlrad, qui avait abattu d'un coup de fusil Didier Neuviller, de Waldersbach, le 16 mai 1785. Selon les Annales du pasteur Oberlin, Médard ne fut pas roué à proprement parler, car : 

« [...] à ce moment le curé plaça sur sa bouche un crucifix en or, ce qui tenta le bourreau, qui étrangla le criminel, afin de pouvoir s'approprier le crucifix, suivant l'usage attribuant au bourreau ce qui se trouvait sur le supplicié au moment de sa mort. »

## Tourisme
Aujourd'hui, le site est très apprécié des randonneurs.

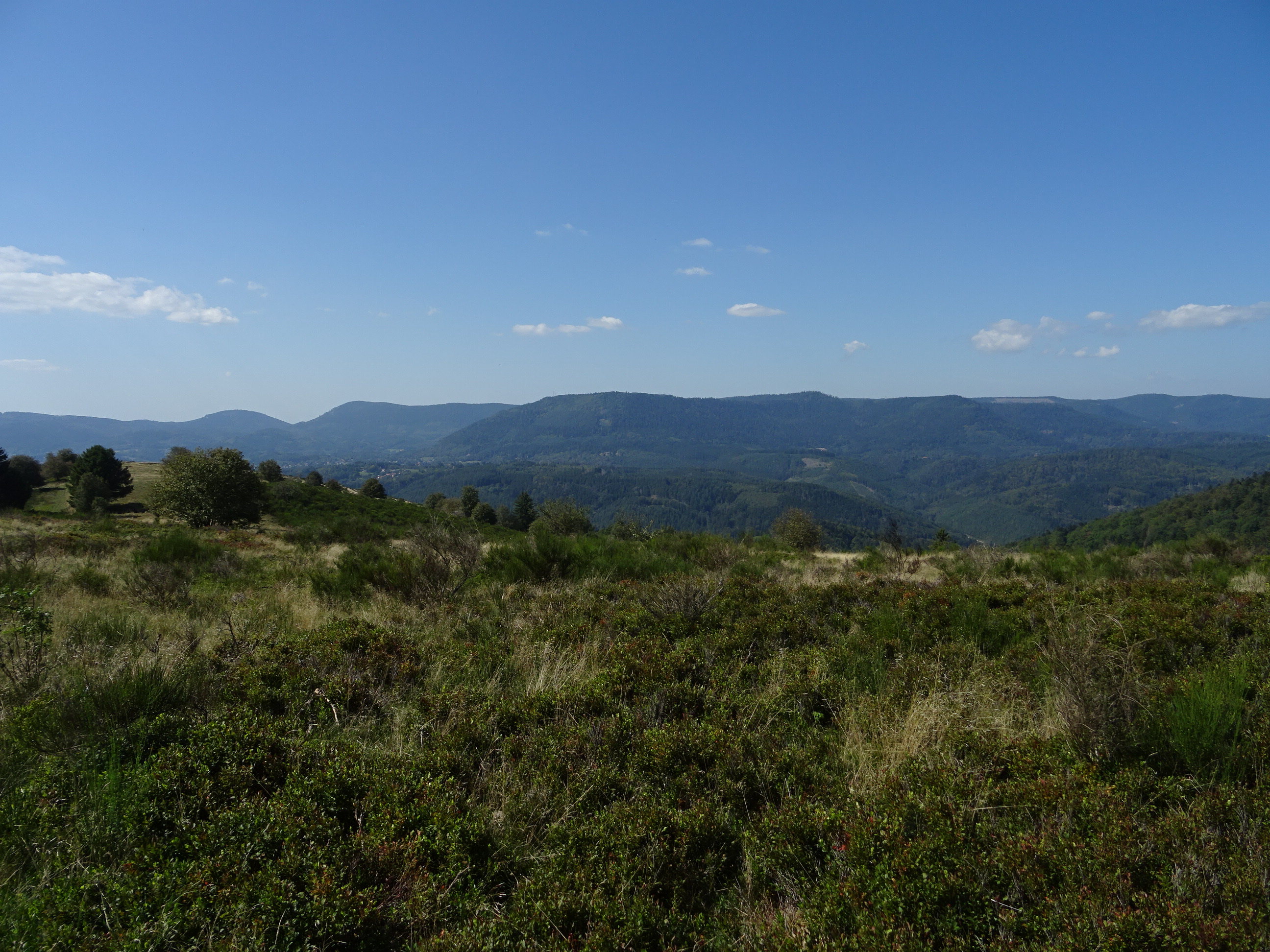
Vue depuis la Fraize (732 mètres), au niveau du col de la Perheux en direction de Plaine.
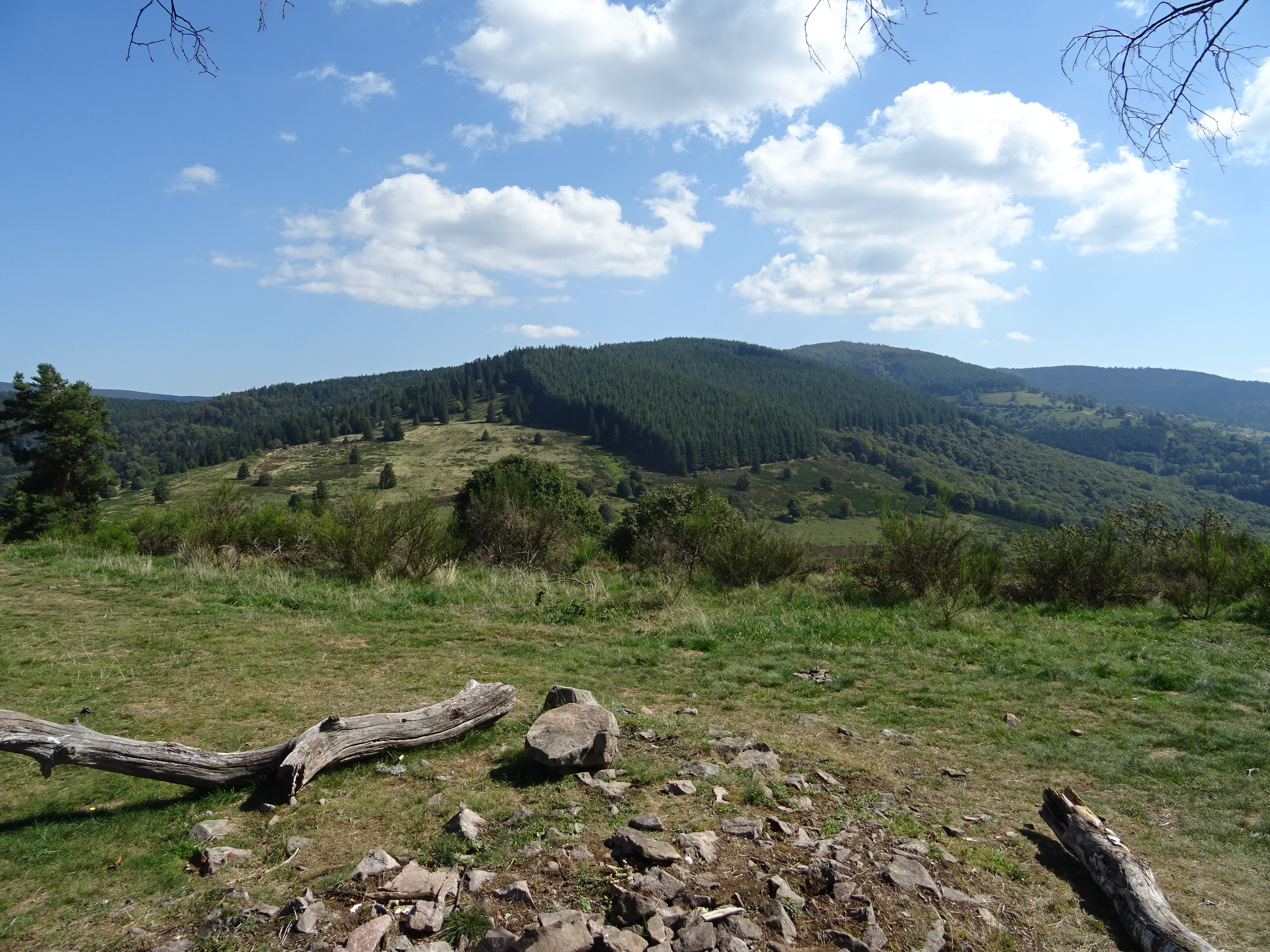
Vue depuis la Fraize (732 mètres), au niveau du col de la Perheux.